# Antoine Chanzy
Antoine Chanzy, francoski general, * 1823, † 1883.